# Еріх Кремпль
Еріх Кремпль (нім. Erich Krempl; 15 травня 1921, Вельс — 19 квітня 1945, Атлантичний океан) — німецький офіцер-підводник, оберлейтенант-цур-зее крігсмаріне.

## Біографія
16 вересня 1939 року вступив на флот. З 1 липня 1943 року — командир підводного човна U-71, з липня по 1 грудня 1943 року — U-28, з 2 грудня 1943 по 8 січня 1945 року — U-1162, з 9 лютого 1945 року — U-548. 5 березня вийшов у свій перший і останній похід. 19 квітня U-548 був потоплений в Північній Атлантиці південно-східніше Галіфаксу (42°19′ пн. ш. 61°45′ зх. д.) глибинними бомбами американських есмінців «Рубен Джеймс» та «Баклі». Всі 58 членів екіпажу загинули.

## Звання
- Кандидат в офіцери (16 вересня 1939)
- Фенріх-цур-зее (1 липня 1940)
- Оберфенріх-цур-зее (1 липня 1941)
- Лейтенант-цур-зее (1 березня 1942)
- Оберлейтенант-цур-зее (1 жовтня 1943)